# Treizième district congressionnel de Géorgie
Le 13e district congressionnel de Géorgie est un district de l'État américain de Géorgie. Le district est actuellement représenté par le Démocrate David Scott, bien que les limites du district aient été redessinées à la suite du recensement de 2010, qui a accordé un siège supplémentaire à la Géorgie. La première élection utilisant les nouvelles limites des districts (énumérées ci-dessous) a été les élections de 2012.
Le district est situé dans les parties sud et ouest de la région métropolitaine d'Atlanta et comprend les villes d'Austell, Jonesboro, Mableton, Douglasville, Stockbridge et Union City, ainsi que le quart sud d'Atlanta lui-même,.

## Géographie
| #   | Comté   | Siège        | Population |
| --- | ------- | ------------ | ---------- |
| 63  | Clayton | Jonesboro    | 298 300    |
| 67  | Cobb    | Marietta     | 776 743    |
| 97  | Douglas | Douglasville | 149 160    |
| 113 | Fayette | Fayetteville | 123 351    |
| 121 | Fulton  | Atlanta      | 1 079 105  |
| 151 | Henry   | McDonough    | 254 613    |

### Villes de 10 000 habitants ou plus
- Atlanta - 498 715
- South Fulton - 107 436
- Smyrna - 55 663
- East Point - 38 358
- Mableton - 37 115
- Douglasville - 34 650
- Stockbridge - 28 973
- Union City - 26 830
- Forest Park - 19 932
- Fayetteville - 18 957
- Lithia Springs - 16 644
- Fairburn - 16 483
- Riverdale - 15 129
- College Park - 13 930
- Lovejoy - 10 122

### 2 500 à 10 000 habitants
- Irondale - 8 740
- Austell - 7 713
- Conley - 6 680
- Morrow - 6 569
- Palmetto - 5 071
- Bonanza - 4 406
- Jonesboro - 4 235
- Lake City - 2 952
- Chattahoochee Hills - 2 950

## Historique de vote
| Année | Poste      | Résultats               |
| ----- | ---------- | ----------------------- |
| 2004  | Président  | Kerry 60,0 % - 40,0 %   |
| 2008  | Président  | Obama 71,0 % - 28,0 %   |
| 2012  | Président  | Obama 69,0 % - 30,0 %   |
| 2016  | Président  | Clinton 71,0 % - 27,0 % |
| 2018  | Gouverneur | Abrams 76,0 % - 23,4 %  |
| 2020  | Président  | Biden 75,0 % - 23,0 %   |

## Liste des Représentants du district
| Membre                             | Parti     | Années                   | Congrès     | Histoire électorale | Zone géographique                                                                                           |
| ---------------------------------- | --------- | ------------------------ | ----------- | --- | --- |
| District établit le 3 janvier 2003 |           |                          |             | | |
| David Scott                        | Démocrate | 3 janvier 2003 - Présent | 108e - 118e | Élu en 2002. Réélu en 2004. Réélu en 2006. Réélu en 2008. Réélu en 2010. Réélu en 2012. Réélu en 2014. Réélu en 2016. Réélu en 2018. Réélu en 2020. Réélu en 2022. | 2003–2005 Parties des comtés de Butts, Clayton, DeKalb, Fulton, Gwinnett, Henry, Newton, Rockdale et Walton |
| David Scott                        | Démocrate | 3 janvier 2003 - Présent | 108e - 118e | Élu en 2002. Réélu en 2004. Réélu en 2006. Réélu en 2008. Réélu en 2010. Réélu en 2012. Réélu en 2014. Réélu en 2016. Réélu en 2018. Réélu en 2020. Réélu en 2022. | 2005–2013 Parties des comtés de Clayton, Cobb, DeKalb, Douglas, Fayette, Fulton, et Henry                   |
| David Scott                        | Démocrate | 3 janvier 2003 - Présent | 108e - 118e | Élu en 2002. Réélu en 2004. Réélu en 2006. Réélu en 2008. Réélu en 2010. Réélu en 2012. Réélu en 2014. Réélu en 2016. Réélu en 2018. Réélu en 2020. Réélu en 2022. | 2013–Présent Comté de Douglas et parties des comtés de Clayton, Cobb, Fayette, Fulton, et Henry             |

## Résultats des récentes élections
Voici les résultats des dix précédents cycles électoraux dans le district.

### 2004
| Élection de 2004 du 13e district congressionnel de Géorgie | Élection de 2004 du 13e district congressionnel de Géorgie | Élection de 2004 du 13e district congressionnel de Géorgie | Élection de 2004 du 13e district congressionnel de Géorgie | Élection de 2004 du 13e district congressionnel de Géorgie |
| ---------------------------------------------------------- | ---------------------------------------------------------- | ---------------------------------------------------------- | ---------------------------------------------------------- | ---------------------------------------------------------- |
| Parti                                                      | Parti                                                      | Candidat                                                   | Votes                                                      | %                                                          |
|                                                            | Démocrate                                                  | David Scott (sortant)                                      | 170 657                                                    | 100%                                                       |
|                                                            | Les Démocrates conservent                                  |                                                            |                                                            |                                                            |

### 2006
| Élection de 2006 du 13e district congressionnel de Géorgie | Élection de 2006 du 13e district congressionnel de Géorgie | Élection de 2006 du 13e district congressionnel de Géorgie | Élection de 2006 du 13e district congressionnel de Géorgie | Élection de 2006 du 13e district congressionnel de Géorgie |
| ---------------------------------------------------------- | ---------------------------------------------------------- | ---------------------------------------------------------- | ---------------------------------------------------------- | ---------------------------------------------------------- |
| Parti                                                      | Parti                                                      | Candidat                                                   | Votes                                                      | %                                                          |
|                                                            | Démocrate                                                  | David Scott (sortant)                                      | 103 019                                                    | 69,24                                                      |
|                                                            | Républicain                                                | Deborah Honeycutt                                          | 45 770                                                     | 30,76                                                      |
| Total des votes                                            | Total des votes                                            | Total des votes                                            | 148 789                                                    | 100%                                                       |
|                                                            | Les Démocrates conservent                                  |                                                            |                                                            |                                                            |

### 2008
| Élection de 2008 du 13e district congressionnel de Géorgie | Élection de 2008 du 13e district congressionnel de Géorgie | Élection de 2008 du 13e district congressionnel de Géorgie | Élection de 2008 du 13e district congressionnel de Géorgie | Élection de 2008 du 13e district congressionnel de Géorgie |
| ---------------------------------------------------------- | ---------------------------------------------------------- | ---------------------------------------------------------- | ---------------------------------------------------------- | ---------------------------------------------------------- |
| Parti                                                      | Parti                                                      | Candidat                                                   | Votes                                                      | %                                                          |
|                                                            | Démocrate                                                  | David Scott (sortant)                                      | 205 914                                                    | 69,05                                                      |
|                                                            | Républicain                                                | Deborah Honeycutt                                          | 92 309                                                     | 30,95                                                      |
| Total des votes                                            | Total des votes                                            | Total des votes                                            | 298 223                                                    | 100%                                                       |
|                                                            | Les Démocrates conservent                                  |                                                            |                                                            |                                                            |

### 2010
| Élection de 2010 du 13e district congressionnel de Géorgie | Élection de 2010 du 13e district congressionnel de Géorgie | Élection de 2010 du 13e district congressionnel de Géorgie | Élection de 2010 du 13e district congressionnel de Géorgie | Élection de 2010 du 13e district congressionnel de Géorgie |
| ---------------------------------------------------------- | ---------------------------------------------------------- | ---------------------------------------------------------- | ---------------------------------------------------------- | ---------------------------------------------------------- |
| Parti                                                      | Parti                                                      | Candidat                                                   | Votes                                                      | %                                                          |
|                                                            | Démocrate                                                  | David Scott (sortant)                                      | 140 294                                                    | 69,43                                                      |
|                                                            | Républicain                                                | Mike Crane                                                 | 61 771                                                     | 30,57                                                      |
| Total des votes                                            | Total des votes                                            | Total des votes                                            | 202 065                                                    | 100%                                                       |
|                                                            | Les Démocrates conservent                                  |                                                            |                                                            |                                                            |

### 2012
| Élection de 2012 du 13e district congressionnel de Géorgie | Élection de 2012 du 13e district congressionnel de Géorgie | Élection de 2012 du 13e district congressionnel de Géorgie | Élection de 2012 du 13e district congressionnel de Géorgie | Élection de 2012 du 13e district congressionnel de Géorgie |
| ---------------------------------------------------------- | ---------------------------------------------------------- | ---------------------------------------------------------- | ---------------------------------------------------------- | ---------------------------------------------------------- |
| Parti                                                      | Parti                                                      | Candidat                                                   | Votes                                                      | %                                                          |
|                                                            | Démocrate                                                  | David Scott (sortant)                                      | 201 988                                                    | 71,74                                                      |
|                                                            | Républicain                                                | S. Malik                                                   | 79 550                                                     | 28,26                                                      |
| Total des votes                                            | Total des votes                                            | Total des votes                                            | 281 538                                                    | 100%                                                       |
|                                                            | Les Démocrates conservent                                  |                                                            |                                                            |                                                            |

### 2014
| Élection de 2014 du 13e district congressionnel de Géorgie | Élection de 2014 du 13e district congressionnel de Géorgie | Élection de 2014 du 13e district congressionnel de Géorgie | Élection de 2014 du 13e district congressionnel de Géorgie | Élection de 2014 du 13e district congressionnel de Géorgie |
| ---------------------------------------------------------- | ---------------------------------------------------------- | ---------------------------------------------------------- | ---------------------------------------------------------- | ---------------------------------------------------------- |
| Parti                                                      | Parti                                                      | Candidat                                                   | Votes                                                      | %                                                          |
|                                                            | Démocrate                                                  | David Scott (sortant)                                      | 159 445                                                    | 100%                                                       |
|                                                            | Les Démocrates conservent                                  |                                                            |                                                            |                                                            |

### 2016
| Élection de 2016 du 13e district congressionnel de Géorgie | Élection de 2016 du 13e district congressionnel de Géorgie | Élection de 2016 du 13e district congressionnel de Géorgie | Élection de 2016 du 13e district congressionnel de Géorgie | Élection de 2016 du 13e district congressionnel de Géorgie |
| ---------------------------------------------------------- | ---------------------------------------------------------- | ---------------------------------------------------------- | ---------------------------------------------------------- | ---------------------------------------------------------- |
| Parti                                                      | Parti                                                      | Candidat                                                   | Votes                                                      | %                                                          |
|                                                            | Démocrate                                                  | David Scott (sortant)                                      | 252 883                                                    | 100%                                                       |
|                                                            | Les Démocrates conservent                                  |                                                            |                                                            |                                                            |

### 2018
| Élection de 2018 du 13e district congressionnel de Géorgie | Élection de 2018 du 13e district congressionnel de Géorgie | Élection de 2018 du 13e district congressionnel de Géorgie | Élection de 2018 du 13e district congressionnel de Géorgie | Élection de 2018 du 13e district congressionnel de Géorgie |
| ---------------------------------------------------------- | ---------------------------------------------------------- | ---------------------------------------------------------- | ---------------------------------------------------------- | ---------------------------------------------------------- |
| Parti                                                      | Parti                                                      | Candidat                                                   | Votes                                                      | %                                                          |
|                                                            | Démocrate                                                  | David Scott (sortant)                                      | 223 157                                                    | 76,2                                                       |
|                                                            | Républicain                                                | David Callahan                                             | 69 760                                                     | 23,8                                                       |
| Total des votes                                            | Total des votes                                            | Total des votes                                            | 292 917                                                    | 100%                                                       |
|                                                            | Les Démocrates conservent                                  |                                                            |                                                            |                                                            |

### 2020
| Élection de 2020 du 13e district congressionnel de Géorgie | Élection de 2020 du 13e district congressionnel de Géorgie | Élection de 2020 du 13e district congressionnel de Géorgie | Élection de 2020 du 13e district congressionnel de Géorgie | Élection de 2020 du 13e district congressionnel de Géorgie |
| ---------------------------------------------------------- | ---------------------------------------------------------- | ---------------------------------------------------------- | ---------------------------------------------------------- | ---------------------------------------------------------- |
| Parti                                                      | Parti                                                      | Candidat                                                   | Votes                                                      | %                                                          |
|                                                            | Démocrate                                                  | David Scott (sortant)                                      | 279 045                                                    | 77,4                                                       |
|                                                            | Républicain                                                | Becky E. Hites                                             | 81 476                                                     | 22,6                                                       |
| Total des votes                                            | Total des votes                                            | Total des votes                                            | 360 521                                                    | 100%                                                       |
|                                                            | Les Démocrates conservent                                  |                                                            |                                                            |                                                            |

### 2022
| Primaire Républicaine de 2022 du 13e district congressionnel de Géorgie | Primaire Républicaine de 2022 du 13e district congressionnel de Géorgie | Primaire Républicaine de 2022 du 13e district congressionnel de Géorgie | Primaire Républicaine de 2022 du 13e district congressionnel de Géorgie | Primaire Républicaine de 2022 du 13e district congressionnel de Géorgie |
| ----------------------------------------------------------------------- | ----------------------------------------------------------------------- | ----------------------------------------------------------------------- | ----------------------------------------------------------------------- | ----------------------------------------------------------------------- |
| Parti                                                                   | Parti                                                                   | Candidat                                                                | Votes                                                                   | %                                                                       |
|                                                                         | Républicain                                                             | Caesar Gonzales                                                         | 12 659                                                                  | 57,2                                                                    |
|                                                                         | Républicain                                                             | Calina Plotky                                                           | 5022                                                                    | 22,7                                                                    |
|                                                                         | Républicain                                                             | Dominika Hawkins                                                        | 4450                                                                    | 20,1                                                                    |

| Primaire Démocrate de 2022 du 13e district congressionnel de Géorgie | Primaire Démocrate de 2022 du 13e district congressionnel de Géorgie | Primaire Démocrate de 2022 du 13e district congressionnel de Géorgie | Primaire Démocrate de 2022 du 13e district congressionnel de Géorgie | Primaire Démocrate de 2022 du 13e district congressionnel de Géorgie |
| -------------------------------------------------------------------- | -------------------------------------------------------------------- | -------------------------------------------------------------------- | -------------------------------------------------------------------- | -------------------------------------------------------------------- |
| Parti                                                                | Parti                                                                | Candidat                                                             | Votes                                                                | %                                                                    |
|                                                                      | Démocrate                                                            | David Scott (sortant)                                                | 60 544                                                               | 65,7                                                                 |
|                                                                      | Démocrate                                                            | Mark Baker                                                           | 11 581                                                               | 12,6                                                                 |
|                                                                      | Démocrate                                                            | Shastity Driscoll                                                    | 10 906                                                               | 11,8                                                                 |
|                                                                      | Démocrate                                                            | Vincent Fort                                                         | 9108                                                                 | 9,9                                                                  |

| Élection de 2022 du 13e district congressionnel de Géorgie | Élection de 2022 du 13e district congressionnel de Géorgie | Élection de 2022 du 13e district congressionnel de Géorgie | Élection de 2022 du 13e district congressionnel de Géorgie | Élection de 2022 du 13e district congressionnel de Géorgie |
| ---------------------------------------------------------- | ---------------------------------------------------------- | ---------------------------------------------------------- | ---------------------------------------------------------- | ---------------------------------------------------------- |
| Parti                                                      | Parti                                                      | Candidat                                                   | Votes                                                      | %                                                          |
|                                                            | Démocrate                                                  | David Scott (sortant)                                      | 216 388                                                    | 81,8                                                       |
|                                                            | Républicain                                                | Caesar Gonzales                                            | 48 228                                                     | 18,2                                                       |
| Total des votes                                            | Total des votes                                            | Total des votes                                            | 264 616                                                    | 100%                                                       |
|                                                            | Les Démocrates conservent                                  |                                                            |                                                            |                                                            |

### 2024
| Primaire Républicaine de 2024 du 13e district congressionnel de Géorgie | Primaire Républicaine de 2024 du 13e district congressionnel de Géorgie | Primaire Républicaine de 2024 du 13e district congressionnel de Géorgie | Primaire Républicaine de 2024 du 13e district congressionnel de Géorgie | Primaire Républicaine de 2024 du 13e district congressionnel de Géorgie |
| ----------------------------------------------------------------------- | ----------------------------------------------------------------------- | ----------------------------------------------------------------------- | ----------------------------------------------------------------------- | ----------------------------------------------------------------------- |
| Parti                                                                   | Parti                                                                   | Candidat                                                                | Votes                                                                   | %                                                                       |
|                                                                         | Républicain                                                             | Jonathan Chavez                                                         | 10 344                                                                  | 68,8                                                                    |
|                                                                         | Républicain                                                             | Johsie Cruz Fletcher                                                    | 4699                                                                    | 31,2                                                                    |

| Primaire Démocrate de 2024 du 13e district congressionnel de Géorgie | Primaire Démocrate de 2024 du 13e district congressionnel de Géorgie | Primaire Démocrate de 2024 du 13e district congressionnel de Géorgie | Primaire Démocrate de 2024 du 13e district congressionnel de Géorgie | Primaire Démocrate de 2024 du 13e district congressionnel de Géorgie |
| -------------------------------------------------------------------- | -------------------------------------------------------------------- | -------------------------------------------------------------------- | -------------------------------------------------------------------- | -------------------------------------------------------------------- |
| Parti                                                                | Parti                                                                | Candidat                                                             | Votes                                                                | %                                                                    |
|                                                                      | Démocrate                                                            | David Scott (sortant)                                                | 37 135                                                               | 57,6                                                                 |
|                                                                      | Démocrate                                                            | Mark Baker                                                           | 7480                                                                 | 11,6                                                                 |
|                                                                      | Démocrate                                                            | Marcus Flowers                                                       | 6439                                                                 | 10,0                                                                 |
|                                                                      | Démocrate                                                            | Karen Rene                                                           | 5859                                                                 | 9,1                                                                  |
|                                                                      | Démocrate                                                            | Brian Johnson                                                        | 3201                                                                 | 4,9                                                                  |
|                                                                      | Démocrate                                                            | Rashi Malik                                                          | 3073                                                                 | 4,8                                                                  |
|                                                                      | Démocrate                                                            | Uloma Ekpete Kama                                                    | 1274                                                                 | 2,0                                                                  |

| Élection de 2024 du 13e district congressionnel de Géorgie | Élection de 2024 du 13e district congressionnel de Géorgie | Élection de 2024 du 13e district congressionnel de Géorgie | Élection de 2024 du 13e district congressionnel de Géorgie | Élection de 2024 du 13e district congressionnel de Géorgie |
| ---------------------------------------------------------- | ---------------------------------------------------------- | ---------------------------------------------------------- | ---------------------------------------------------------- | ---------------------------------------------------------- |
| Parti                                                      | Parti                                                      | Candidat                                                   | Votes                                                      | %                                                          |
|                                                            | Démocrate                                                  | David Scott (sortant)                                      | 256 902                                                    | 71,8                                                       |
|                                                            | Républicain                                                | Jonathan Chavez                                            | 100 730                                                    | 28,2                                                       |
| Total des votes                                            | Total des votes                                            | Total des votes                                            | 357 632                                                    | 100%                                                       |
|                                                            | Les Démocrates conservent                                  |                                                            |                                                            |                                                            |